# Autrement
Éditions Autrement est une maison d'édition française fondée en 1975 par Henry Dougier et présente dans le domaine des sciences humaines et de la littérature.
Son siège social est situé au 82, rue Saint-Lazare, dans le 9e arrondissement de Paris.

## Description et historique

### La création
Créé en 1975 par Henry Dougier, soutenu financièrement par Christian de Bartillat, dirigeant des éditions Stock et par Marc Ladreit de Lacharrière, le projet des éditions Autrement naît avec une première revue publiée sous le nom d'Autrement. Dès les premiers numéros, l'objectif est très clair : il s'agit de « rester éveillé aux bruits du monde, être des passeurs d'idées et d'émotions ». Politiquement, la revue est « proche des idées de Michel Rocard »,.
La revue trimestrielle s'oriente vers des thèmes pluridisciplinaires en recueillant témoignages et histoires singulières de gens qui font bouger le quotidien, conçoivent des projets. Elle a alors pour but de déchiffrer la société, en donnant la parole à tous ceux qui lancent chaque jour, partout dans le monde, des « révolutions minuscules ». Dans chaque ouvrage, des thèmes comme l'école, la famille ou l'église sont traités par des intervenants spécialistes dans leur champ : philosophes, sociologues et historiens.

### Les étapes

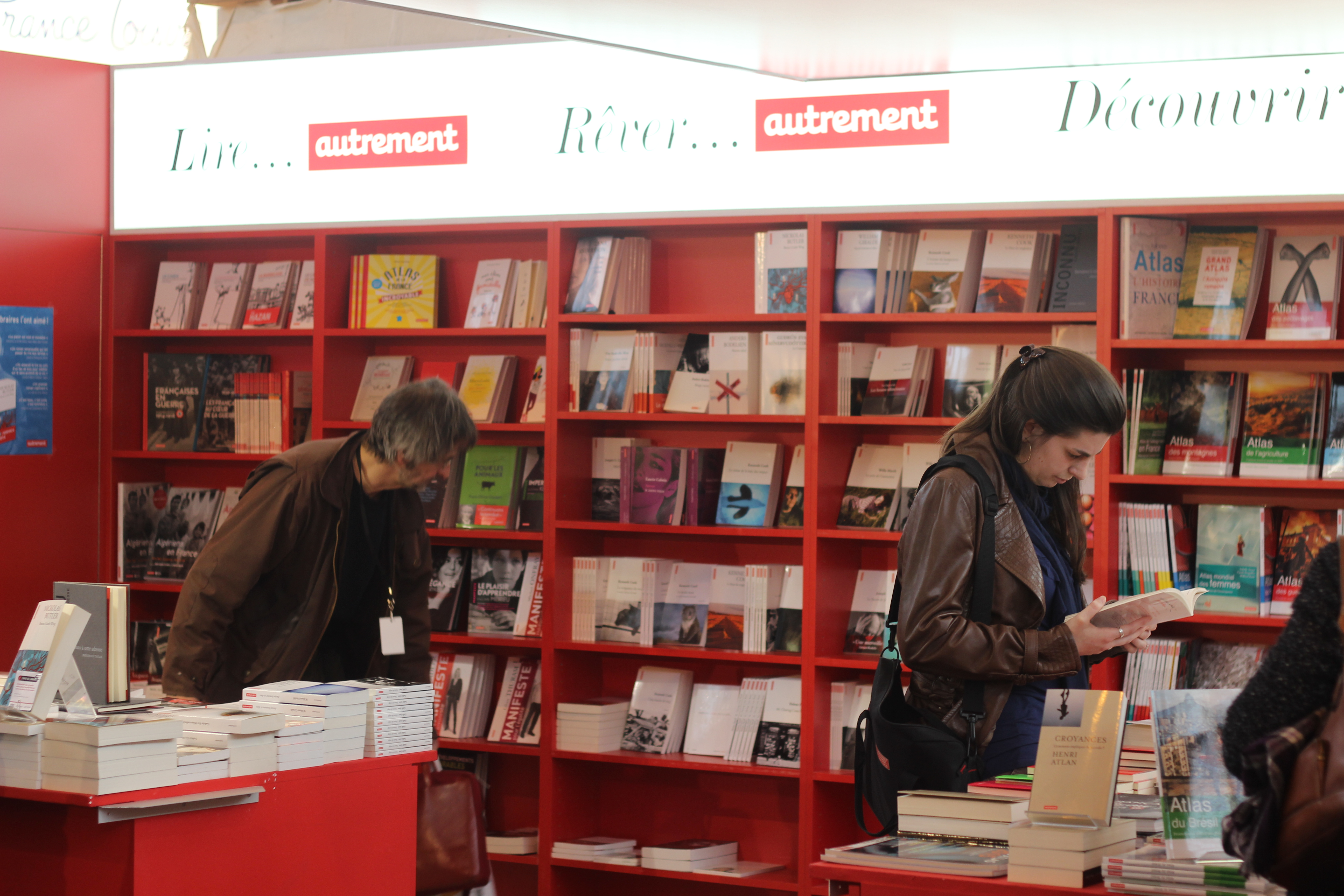
Stand d'Autrement au Salon du Livre de Paris en 2015.

En 1982, sous la direction de Alin Avila une collection intitulée Autrement l'Art voit le jour.
À partir de 1983, le projet éditorial s'élargit avec la création d'une nouvelle collection intitulée Monde. Cette collection est composée d'enquêtes sur des populations singulières, proches ou lointaines.
En 1993, Autrement crée une collection littérature, publiant notamment les œuvres de Laurie Colwin, Joseph Conrad et Margaret Atwood. En 1995, la publication de Inconnu à cette adresse de l'américaine Kathryn Kressmann-Taylor, inédit en France, suscite un succès inattendu et offre à la maison une place en tête des meilleures ventes de l'année,,,.
En 1996, la maison d'édition sort une première collection d'albums jeunesse. Ce secteur s'enrichit progressivement avec, en 2001, la création d'une nouvelle collection intitulée « junior » et en 2004 la collection « Histoire sans paroles » au format original. .
Toujours en 1993, une première collection d'atlas voit le jour : Atlas/Monde, complétée en 1994 par une collection Atlas/Mémoires et en 2000 par les Atlas des guerres. Ces ouvrages donnent une vision graphique du monde bouleversé par son histoire, les grandes guerres par exemple, ou par des faits actuels, démographiques ou géopolitiques ; ils sont dans un premier temps des traductions de l'anglais des atlas édités par Penguin, puis à partir des années 2000, ce sont des publications originales en français.
En 2009 naît une nouvelle collection intitulée Atlas Mégapole sous la direction de Thierry Sanjuan,
La création des Atlas Autrement marque une nouvelle étape dans la vie de la maison d'édition.
En avril 2010, les éditions Autrement rejoignent le groupe Flammarion, leur diffuseur depuis 2008. C'est en 2012 que le groupe Madrigall décide de fermer la section jeunesse pour les regrouper chez Casterman, lors du rachat de Flammarion.
En 2018, l'éditrice Fleur d'Harcourt est nommée directrice éditoriale de la maison.

## Panorama des collections
Collections Sciences humaines
- Mutations (1975)
- Monde (1983)
- Mémoires (1990)

- Français d'ailleurs, peuple d'ici (1995)
- Frontières (2001)
- CERI/Autrement (2002)
- CEVIPOF/Autrement (2003)
- Monde/photographie (2002)
- Passions complices (2003)
- Le corps plus que jamais (2005)
- Villes en mouvement (2004)

Collection Art
- Autrement l'Art (1982)

Collections Atlas
- Atlas/Monde (1993)
- Atlas/Mémoires (1994)
- Atlas des guerres (2000)
- Atlas/Mégapoles (2008)

Collection littérature
- Littératures (1993)

Collections jeunesse
- Albums jeunesse (1993)
- Junior (2001) : société/histoires/arts/ville
- Histoire sans paroles (2004)